# アメリカ合衆国都市的地域
アメリカ合衆国都市的地域(アメリカがっしゅうこくとしてきちいき、英: United States urban area)は、アメリカ合衆国国勢調査局によって定義される、1平方マイルあたり1,000人（386人/km2に相当）以上の人口密度をもつ国勢調査細分区グループ(census block group)（またはその連なり）と、それに隣接する、1平方マイルあたり500人（193人/km2に相当）以上の人口密度をもつ国勢調査細分区グループの連続した広がり。この都市的地域は、行政区画とは無関係に設定される。国勢調査においては、都市的地域について2つの地区類型が設けられている。人口が5万人を超える規模のものは「都市化地域(Urbanized Area)」といい、それに満たないものは「都市クラスター(Urban Cluster)」と呼ばれる。都市化地域は大都市統計地域の、都市クラスターは小都市統計地域の中核となる。

アメリカ合衆国本土の都市的地域の分布。（この地図は拡大可能）